# ホンダ・e
Honda e（ホンダ・イー）は、本田技研工業が2020年から2024年1月まで生産・同年7月まで販売していた5ドアハッチバック型の電気自動車である。

## 概要
2019年3月のジュネーヴ・モーターショーで発表され、同年10月の東京モーターショーで日本仕様が参考出品、翌年10月30日に発売された。
ホンダ初となる量産フルEV車で、「ホンダが提案する都市型コミューター」と位置づけられている。新しい時代に馴染むシンプルでモダンなデザインと、力強くクリーンな走りや取り回しの良さ、そして多彩な先進機能を搭載し、移動と暮らしをシームレスに繋げる生活のパートナーとなることを目指した。取り回しのよさを確保するため、リアモーター・リアドライブのレイアウトを採用しており、日本向け軽自動車を除くホンダ車ではS2000以来となる後輪駆動車となった。
開発責任者を務めた一瀬智史は、裏テーマとして「ホンダの欧州でのプレゼンスを引き上げる」「いわゆるCAFE規制をクリアするためだけではなく、未来を見せて、ユニークで個性的で、『あ、やっぱりホンダは面白いクルマを作るな』と思わせるクルマ」を目指したとインタビューで語っている。搭載バッテリーは容量が35.5kWh、航続距離で300km弱程度と、他社の電気自動車に比べると航続距離が短いが、これも「一般家庭で一晩で充電できるサイズ」「大きくて無駄なバッテリーをいざという時のためだけに持ち歩くのではなく、このサイズがちょうどいい」というこだわりからこのサイズをあえて選んだという。ただ長距離移動ができない点がハンデになることは認めており、ホンダでは「セカンドカーとして使ってもらう」ことを想定している。年間販売目標は欧州で1万台、日本では1,000台と控えめになっているが、これも「CAFE規制への対応があるため、どんどん台数を売ろうというスタンスではない」としている。欧州での価格は日本円にして300~400万円程となる。日本での価格は450万円程となっている。

## 年表
- 2009年
  - 10月21日 - 第41回東京モーターショー2009にて「ホンダEV-N」を発表[6]。N-ONEのデザインスタディとなるとともに、Honda eの源流となっている。
- 2017年
  - 9月12日 - 2017年フランクフルトモーターショーで量産EVモデルの技術とデザインの方向性を示すコンセプトモデルとなる「Honda Urban EV Concept」を世界初公開。コンセプトモデルをベースにした量産EVを2019年に欧州で発売することもアナウンスされた[7]。
  - 10月25日 - 第45回東京モーターショー2017で「Honda Urban EV Concept」を日本初公開（ジャパンプレミア）[8]。欧州に続き、日本でもコンセプトモデルをベースにした量産EVを2020年に発売することもアナウンスされた[9]。
- 2019年
  - 3月5日 - 2019年ジュネーブモーターショーで「Honda Urban EV Concept」をベースとした「Honda e」のプロトタイプを世界初公開。2019年後半に生産を開始する予定であることがアナウンスされる[10]。
  - 9月10日 - 2019年フランクフルトモーターショーで「Honda e」の量産モデルを世界初公開。2020年初夏より順次デリバリーを開始することがアナウンスされた[11]。
  - 10月23日 - 第46回 東京モーターショー2019で「Honda e」の量産モデルを日本初公開（ジャパンプレミア）[12]。
- 2020年
  - 3月30日 - レッド・ドット・デザイン賞でプロダクトデザイン賞（自動車）の「ベスト・オブ・ザ・ベスト賞」とスマート・プロダクト部門の「レッド・ドット賞」をダブル受賞したことが発表された[13]。
  - 7月31日 - 日本での公式発表を前に、ホームページに先行情報を公開したことを発表[14]。
  - 8月27日 - 日本で公式発表（10月30日発売）[15]。日本では標準仕様の「Honda e」と、マルチビューカメラシステム・プレミアムサウンドシステム・Honda パーキングパイロット・100V AC電源（1,500W）・センターカメラミラーシステム・フロントガラスデアイサー・17インチアルミホイールを追加した上級仕様の「Honda e Advance」の2タイプが用意され、ボディカラーは新規色のチャージイエローを含む7色（うち、3色は有料色）が設定される。
  - 11月16日 - 「ドイツカーオブザイヤー2021」を日本車で初めて受賞[16]。
- 2021年
  - 4月21日 - ワールド・カー・アワーズが主催する2021年ワールド・カー・オブ・ザ・イヤーにて「ワールド・アーバン・カー」を受賞したことを発表。Honda車がワールド・カー・アワーズから受賞されるのは、2009年に「ワールド・グリーン・カー」で受賞した燃料電池車FCXクラリティ以来12年ぶりとなり、「ワールド・アーバン・カー」では初となった[17]。
- 2022年
  - 9月8日 - 日本で直営の四輪新車オンラインストア「Honda ON」での取り扱いを開始[18]。「Honda ON」では、カーナビなどの基本オプション、自動車税、点検・車検、交換部品などのメンテナンス費が全て月額利用料に含まれるサブスクリプションサービスをベースに、「Honda Total Care プレミアム」も月額利用料込とした特別プランでの提供となっており、車内Wi-Fiが月10GB分無料及び利用容量の最大3ヶ月間繰り越しの特典の付与、電欠時のロードサービスが付いた自動車保険などの付帯サービスのオンライン申込が可能になるほか、欧州地域のみで発売されているブルー基調のグリルガーニッシュ・フロントロアスカート・アルミホイールを組み合わせた「ヨーロッパスタイル」を限定オプション（予定販売台数が無くなり次第終了）で設定した。
- 2023年
  - 12月11日 - 2024年1月末を以って生産終了することを公式サイトで発表。生産分が売り切れ次第、販売終了となる。
- 2024年
  - 7月 - 販売終了。

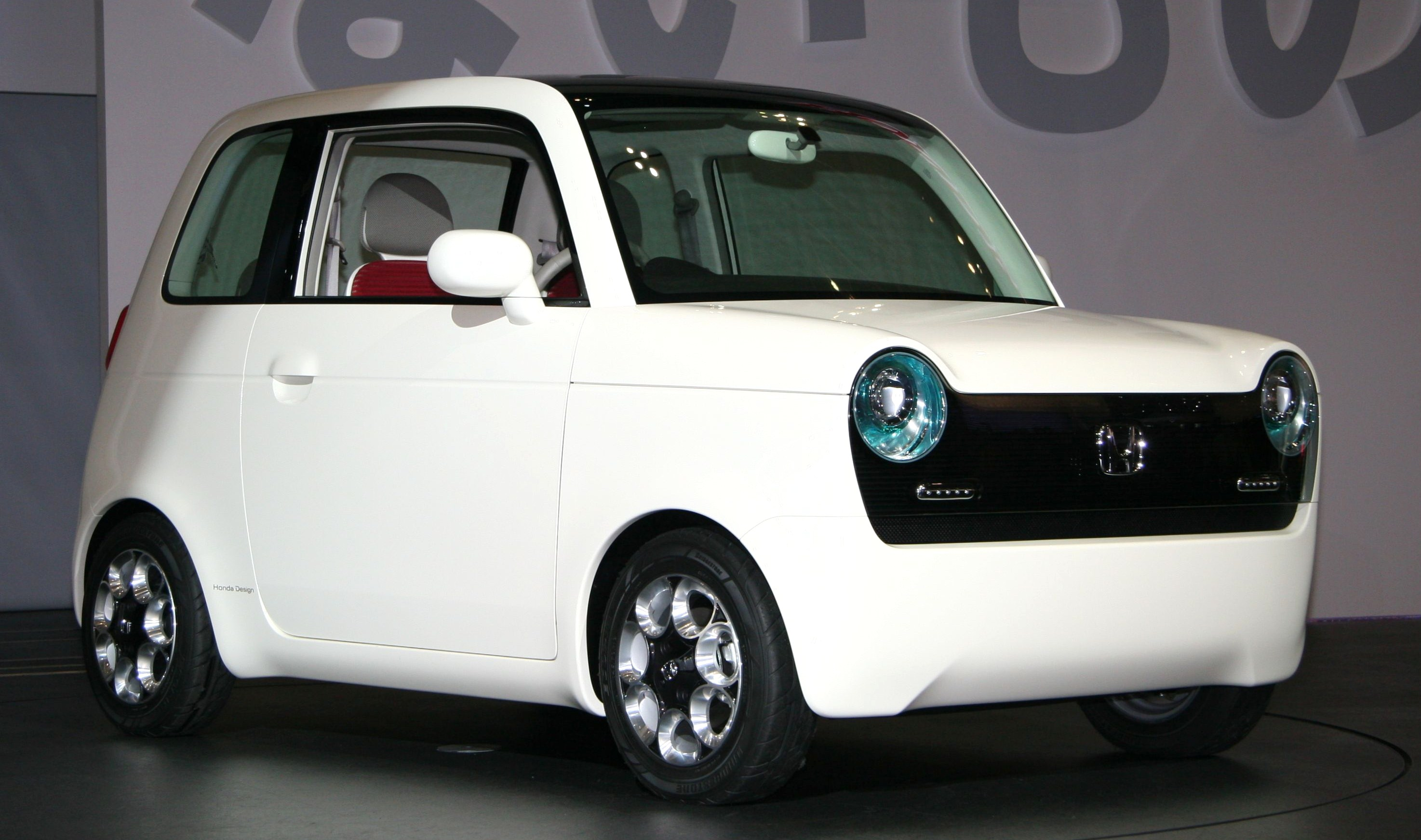
EV-N
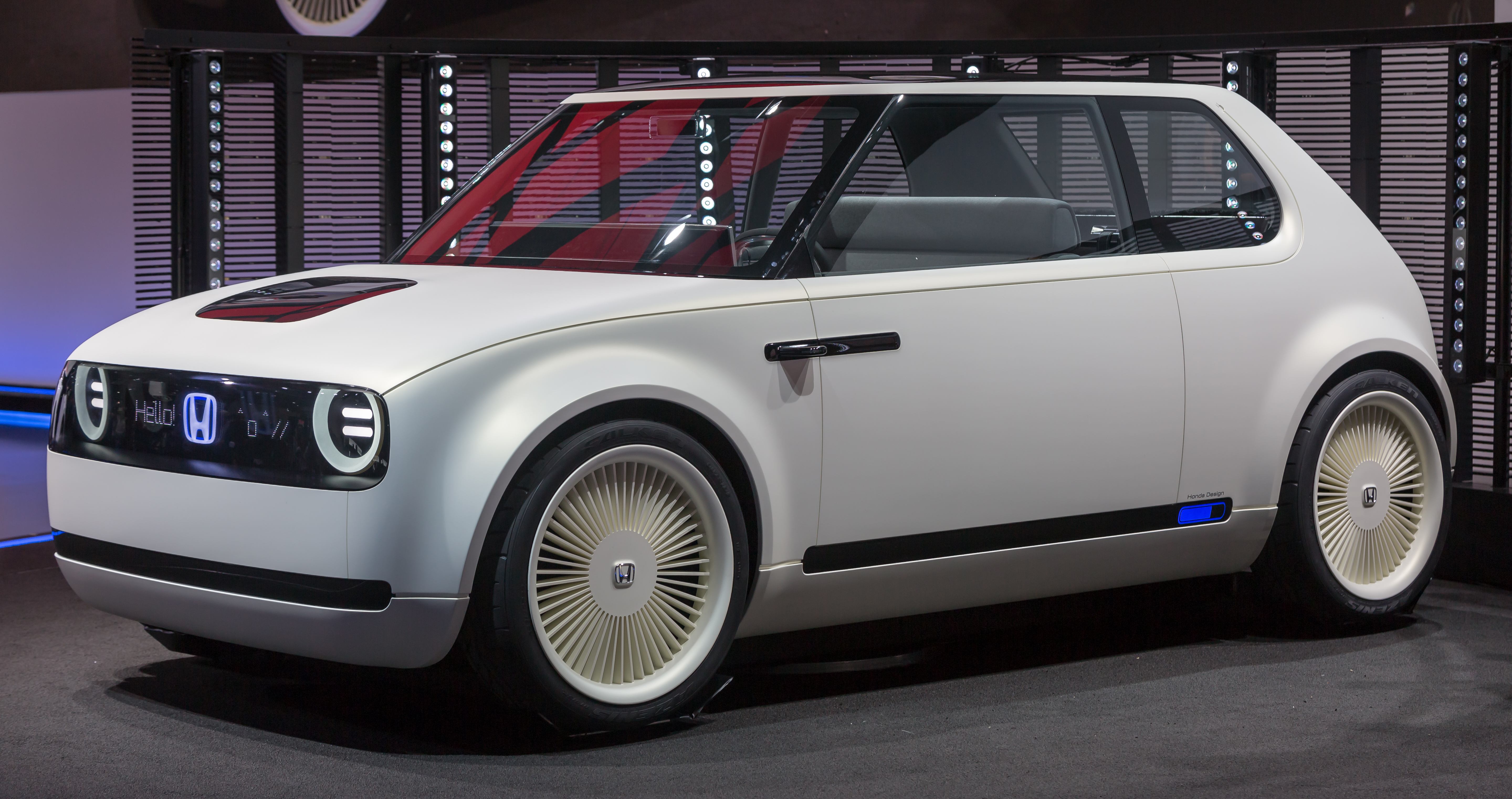
Urban EV Concept
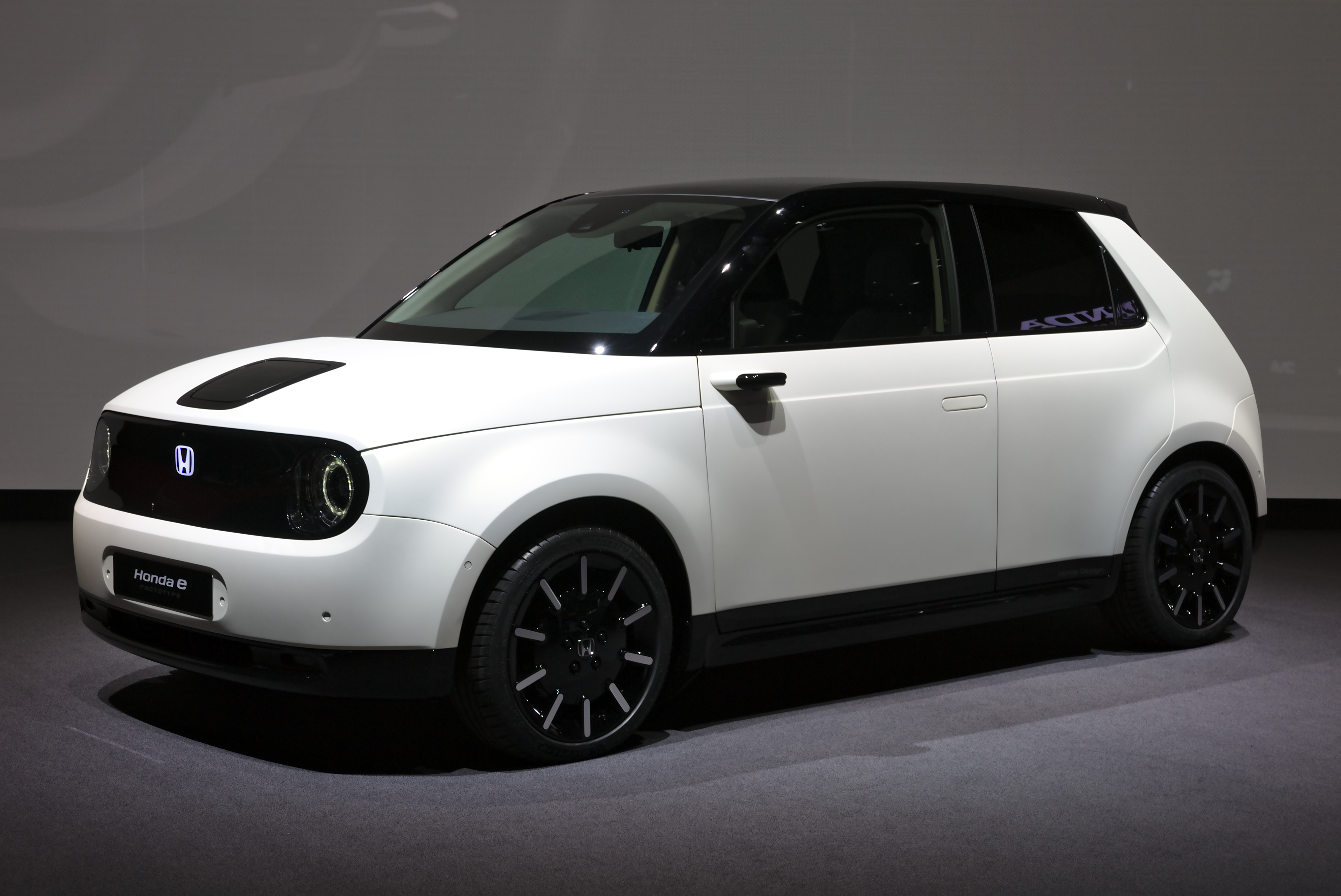
Honda e プロトタイプ